# Johan Turesson (Tre Rosor)
Johan Turesson Roos, född på 1490-talet, död i mars 1556, var ett svenskt riksråd. Han var son till Ture Jönsson och Anna Johansdotter. År 1527 gifte han sig med Kristina Nilsdotter (Gyllenstierna). Han dubbades 1528 till riddare vid Gustav Vasas kröning. Johan Turesson Roos var 1530–1547 hövitsman på Nyköpings slott.

## Biografi
Efter en lång utlandsvistelse, där han var i tjänst hos kejsar Maximilian och vann stor militär erfarenhet. 1524 återkom han till Sverige, där han lojalt underordnade sig Gustav Vasa och för sitt återstående liv blev en av dennes trognaste medhjälpare. I motsats till sin bror domprosten Jöran Turesson (Tre Rosor) hade han ingen del i faderns uppror 1529. Han anlitades ibland som politiskt sändebud, såsom 1525 till Danmark och Lübeck samt 1528 till Lödöse, men framträdde främst som militär. Han deltog i försvaret av Bohuslän vid Kristian II:s angrepp 1532, i grevefejden ledde han den svenska aktionen mot Skåne, varvid han i januari 1535 vann den avgörande segern i slaget vid Helsingborg, och i striden mot Nils Dackes smålandsbönder 1542–1543. Hans kungatrohet gav honom stora förläningar.

## Barn
- Gustav Johansson